# Яр Тузла
Яр Тузла — балка (річка) в Україні у Березанському районі Миколаївської області. Впадає у озеро Солонець-Тузли (басейн Чорного моря).

## Опис
Довжина балки приблизно 12,60 км, найкоротша відстань між витоком і гирлом — 11,19  км, коефіцієнт звивистості річки — 1,13 . Формується декількома струмками та загатами. В переважній більшості балка пересихає.

## Розташування
Бере початок у селі Новофедорівка. Тече переважно на південний схід через села Федорівку та Тузли і впадає у озеро Солонець-Тузли.

## Цікаві факти
- У селі Федорівка балку перетинає автошлях М14[1] (автомобільний шлях міжнародного значення на території України, Одеса — Мелітополь — Новоазовськ — пункт пропуску Новоазовськ (кордон із Росією).), а у селі Тузли — автошлях Т 1515[1] (автомобільний шлях територіального значення у Миколаївській області. Проходить територією Березанського району через Федорівку — Рибаківку — базу відпочинку «Лугове». Загальна довжина — 25,2 км.).
- У XX столітті на балці існували водокачка, молочно,-птице, -вівце-тваринні ферми (МТФ, ПТФ, ВТФ) електропідстанція, газгольдер та газові свердловини[2], а у XIX столітті — багато вітряних млинів[3].